# Echeveria guatemalensis
Echeveria guatemalensis är en fetbladsväxtart som beskrevs av Joseph Nelson Rose. Echeveria guatemalensis ingår i släktet Echeveria och familjen fetbladsväxter. Inga underarter finns listade i Catalogue of Life.